# Джайентс-Касл
Джайентс-Касл — гора в округе Утхукела провинции Квазулу-Натал в Южно-Африканской Республике. Входит в состав Драконовых гор.
Джайентс-Касл наиболее известна заповедником, который находится рядом с ней, а также бушменской наскальной живописью. В заповедник является домом для обыкновенной канны — антилопы из рода Канны семейства Полорогих, бородача — птицы из рода Бородачи семейства Ястребиные и капского грифа из рода Грифы семейства Ястребиные.
Джайентс-Касл привлекает туристов своей природой. Также, в апреле ежегодно проводится марафон «Giant’s Challenge».

## Пешие маршруты
По заповеднику рядом с Джейнтс-Касл проходит более 25 пеших маршрутов, общая длина которых приблизительно равна 285 километрам. Длина пеших маршрутов очень разная: от 3 до 30 километров, которые занимают от 1 до 8 часов.